# Philadelphia kávéház

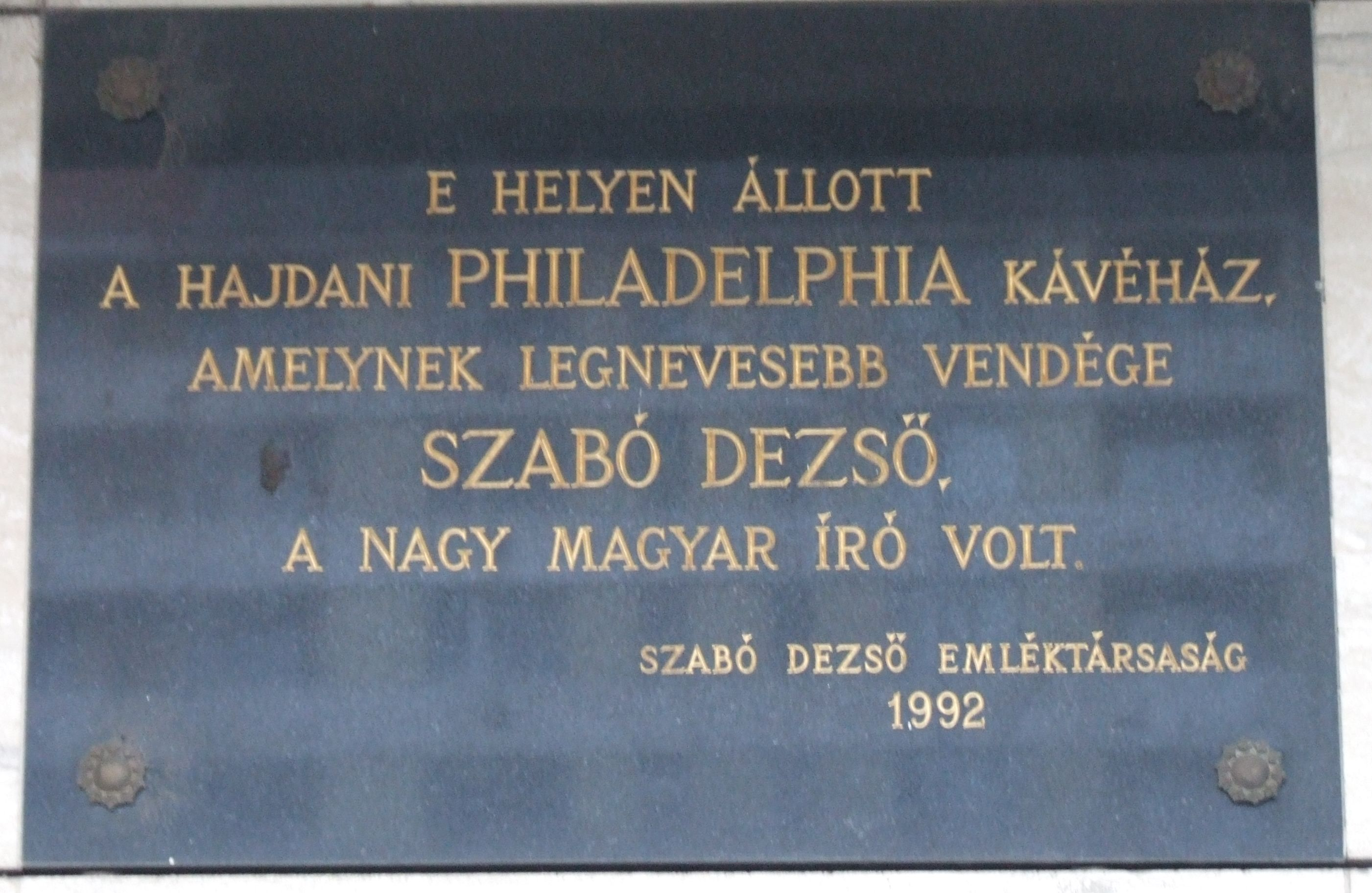
A Philadelphia kávéház emléktáblája az Alagút utca 3. szám alatt

A Philadelphia kávéház Budapest egyik történelmi kávéháza. A Krisztinavárosban, a budai Vár lábánál, az I. kerületi Alagút utcában állt.
1895-ben nyitotta meg Veress Pál. Elsősorban tisztviselők látogatták, de írók, művészek is gyakran megfordultak benne. Így állandó vendég volt itt Ady Endre, Szabó Dezső és a Budai Színkör tagjai.
1905-ben vette át a kávéházat Szabó Sámuel, aki biliárd-helyiséggel bővítette. Ide volt bejegyezve a Budai Biliárd Kör és a Budai Sakkozó Társaság is.
1935-ben szűnt meg a kávéház, épületét később lebontották.

## Külső hivatkozások
- A Krisztinaváros és a Philadelphia kávéház   (Saly Noémi cikke a Budapesti Negyed 12-13 (1996/2-3). számában). (archive.is)
- Saly Noémi: Törzskávéházamból zenés kávéházba - séta a budai körúton, Népszabadság Online, 2004. január 19.